# ONCF E 1350
Les E 1350 constituent une série de locomotives électriques des chemins de fer marocains.
Elles appartiennent, comme les E 1300, à la famille des « nez cassés » d'Alsthom. Elles sont plus lourdes et plus puissantes que leur devancières E 1300.
Leur vitesse de service est de 120 km/h.